# 南大街 (西安)
南大街是西安的一条大街，是由钟楼辐射出的四条大街之一。南大街也是东、西、南、北四条大街中最短的一条。

## 历史
隋唐时期，因南端有皇城安上门，因此南大街在那时被叫做安上门街，宽90米，两侧栽植槐树，并砌水沟，门内东侧有斗鸡场。明初改筑永宁门，安上门街改名为南门大街，明清时是西安最繁华的大街之一，清中期每遇雨积水成河，被戏称为“滴水河”。民国初年，该街道改称南大街。在抗日战争期间，滴水河的水渠因为修建了碉堡而被填平。
在1984年改造前，街道两旁有许多建于民国早期或明清时期的建筑，多为两层，一层是插板式的门面，二层是花格挑窗，改造之前街道只有大约二十米宽。

## 著名地点

### 古迹
- 宝庆寺塔
- 关中书院

### 商场
- 开元商城
- 中大国际